# KUDO
KUDO（クドー、生年月日不明 - ）は、日本のプロレスラー。DDTプロレスリング所属。

## 経歴
日本大学キックボクシング部出身。
2001年11月30日、DDTプロレスリングでコニカマン2号としてデビュー。
2002年4月25日、Club ATOM大会でマスクを脱いで「蛇界転生」入り、リングネームをトグロ・ハブ影に改めた。
2003年1月4日、一切の記憶を失い香港の悪の組織に捕まっているのをHERO!によって救出される。この際「なんと呼んだらいいんだろう?」と悩んだHERO!は「佐藤?田中?高木?橋本?」等と呼びかけるが無反応だった。しかし「クドウ？」と聞くとその声に反応したためリングネームをKUDOに変更。
2月、第1回のディファカップジュニアヘビー級タッグトーナメントにMIKAMIと組んで出場し名を挙げる。
12月29日、後楽園ホール大会においてHERO!とのコンビで第12代のKO-Dタッグチャンピオンに。
2005年、KING OF DDTトーナメントに優勝。同年7月から約1年間のアメリカ遠征を経て、2006年5月に帰国。
2009年8月23日、「両国ピーターパン 〜大人になんてなれないよ〜」においてヤス・ウラノとのタッグで第20代のKO-Dタッグチャンピオンに。
2011年5月、KING OF DDTトーナメント優勝。7月の両国大会のメインにKO-D無差別級王座の挑戦者として出場が決定すると、同年7月24日、「両国ピーターパン2011〜二度あることは三度ある〜」において、石川修司を破り、KO-D無差別級王座を初戴冠。
9月、大石真翔とのシングルマッチ終了後、大石からの勧誘を受けて「ほもいろクローバーZ」に4人目のメンバーとして加入。2012年9月の「全ユニット解散」まで所属した。
「ほもいろクローバーZ」解散後、HARASHIMA、ヤス・ウラノと共に「ウラシマクドウ」を結成。
2014年2月23日、後楽園ホール大会において、HARASHIMAの保有するKO-D無差別級王座に挑戦表明し、「ウラシマクドウ」を脱退。直後にマサ高梨、坂口征夫と共に「酒呑童子」を結成し、同ユニットのリーダーとなる。
同年3月、HARASHIMAとのKO-D無差別級王者戦に勝利し、2度目のKO-D無差別級王座に輝くと、同年5月には「酒呑童子」としてKO-D6人タッグ王座初戴冠を果たす。
2015年5月、HARASHIMAとのKO-D無差別級王者戦に勝利し、3度目の戴冠。同年6月6日の春日部大会では、「いつでもどこでも挑戦権」を保持していた男色ディーノに勝利し、王者でありながら同挑戦権を保有する初の事態となった。
同年6月28日の後楽園ホール大会では、挑戦権を行使したヤス・ウラノとの選手権試合中、同じく挑戦権を保持している大家健が乱入したことから3WAYマッチに発展。大家がヤスに勝利したため、直接負けることなく王座から陥落するも、直後に所持していた挑戦権を行使して大家と選手権試合を行い、勝利。ベルトを奪取すると共に、「いつでもどこでも挑戦権」が全て消化されたことから、4年振り2度目となる両国大会のメインを務めることが決定した。
8月23日、「両国ピーターパン2015〜DDTより愛をこめて〜」で行われたKO-D無差別級王者戦は、坂口征夫との「酒呑童子」対決となったが、最後は坂口の「神の右膝」で3カウントを奪われ、王者陥落。
その後、両国大会翌日の会見でプロレスリング・ノアの「日テレG+杯争奪ジュニアヘビー級タッグ・リーグ戦」に梅田公太と共に出場が決定するも、リーグ公式戦の小川良成&ザック・セイバーJr.組との試合中に右膝を負傷。精密検査の結果、右ヒザ前十字靭帯断裂と診断され、長期欠場と『DDTドラマティック総選挙2015』・個人部門の辞退が発表された。
2016年8月28日、「両国ピーターパン2016〜世界でいちばん熱い夏〜」で実戦復帰を果たした。
2019年4月17日、無期限の休養に入り、同時に酒呑童子も活動休止となった。

## エピソード
- バイト経験からの料理能力を見出され、2009年12月にオープンしたDDT直営の居酒屋「エビスコ酒場」のオープニングスタッフとなり、その後2010年5月に二代目店長に就任する。
- 本名は公表されていないが、日本大学キックボクシング部の公式サイトにおいて、本名が「工藤敦」であることが判明している[2]。
- 既婚者である[9]。2016年には、第一子が誕生。
- 2012年に開催された「第3回DDT48総選挙」の演説において、35年ローンでマンションを購入したことを告白している。このことは、「ウラシマクドウ」結成時の「35年はDDTのトップに居続ける」という目標の由来にもなっている[10][11]。
- ヤス・ウラノ、大家健らとは、日本大学の学生プロレスサークル時代から一緒の関係である。この2人とは、前述した2015年のKO-D無差別級王者戦で対決が実現している[4]。

## 得意技
キックボクシング出身で打撃技主体のファイトスタイルが特徴。
ダイビングダブルニードロップ
現在の主なフィニッシャー。コーナートップから相手の腹部に両膝を叩き込む。
テキサスコンドルキック（ダイビングダブルニーアタック）
コーナートップから飛び、相手の顔面に両膝をぶつけてそのまま押さえ込む。
漫画『キン肉マン』に登場するテリーマンの得意技である。
地獄の断頭台
コーナーに逆さ吊りになった相手に叩き込むダイビングダブルニー。
バズソーキック
仰向けになった相手の上半身を起こして相手の左側頭部に回し蹴りを繰り出す。
スピンキック
上記2つはフィニッシャーになる場合もある。
8×4
コーナーにもたれかかった相手の腹部に当てるスライディングエルボー。
マチュピチュ
ロープを利用したリバース・パロスペシャル。ロープを利用するので反則技でレフェリーのカウント4までしか使えないが、外す際にジャパニーズ・レッグロール・クラッチに移行して丸め込む。
裏マチュピチュ
ロープを利用したパロスペシャル。
910（クドー）
相手のラリアットに対し、その腕を掴んで逆上がりで回避する、KUDOのオリジナルムーブ。
トペ・スイシーダ
PK

## タイトル歴
DDTプロレスリング
- KO-D無差別級王座（第37代、第47代、第51代、第53代）
- KO-Dタッグ王座
  - 第12代（パートナーはHERO!）
  - 第30代（パートナーはヤス・ウラノ）
  - 第44代（パートナーは大石真翔）
- KO-D6人タッグ王座（第10代、第12代、第16代、第18代、第27代、第30代、第32代、パートナーは坂口征夫&高梨将弘）
- アイアンマンヘビーメタル級王座（第742代、第975代、第1321代）
- 自由が丘6人タッグ王座（第5代、パートナーはヤス・ウラノ&アントーニオ本多）
- プロレス甲子園2003 優勝
- KING OF DDTトーナメント 優勝：2回（2005年、2011年）

## 入場曲
- 初代 : 少林サッカーのオープニングテーマ
- 2代目 : 黄龍昇遷〜KUDOメインテーマ〜